# 아야우타군

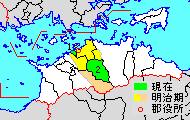
아야우타 군의 위치

아야우타군(일본어: 綾歌郡, あやうたぐん)은 일본 가가와현의 군이다.
인구 40,292명, 면적 117.85km², 인구밀도 342명/km².(2025년 3월 1일, 추계인구)
이하 2정으로 구성된다.
- 아야가와정(綾川町)
- 우타즈정(宇多津町)

## 역사
- 2005년 3월 22일 - 아야우타정·한잔정이 마루가메시와 합병해 마루가메시가 성립, 군에서 이탈하였다.
- 2006년 1월 10일 - 고쿠분지정이 다카마쓰시에 편입되었다.
- 2006년 3월 21일 - 아야카미정·료난정이 합병해 아야가와정이 성립하였다.